# Koszty finansowe
Koszty finansowe – to koszty i straty wynikające z transakcji związanych z działalnością inwestycyjną i z działalnością finansową jednostki gospodarczej. Są one księgowane w zespole 7 zakładowego planu kont (Przychody i koszty związane z ich osiągnięciem) na koncie Koszty finansowe. 
Do kosztów finansowych należą w szczególności:
1. wartość sprzedanych inwestycji w aktywa finansowe,
2. zapłacone i zarachowane odsetki oraz prowizje od zaciągniętych kredytów bankowych i otrzymanych pożyczek, jeżeli nie służą finansowaniu nabycia lub wytworzenia środków trwałych oraz wartości niematerialnych i prawnych, a także wytworzenia produktów lub przygotowania towarów do sprzedaży – w przypadkach uzasadnionych długotrwałym okresem wytworzenia lub przygotowania,
3. zapłacone i zarachowane odsetki od przeterminowanych zobowiązań cywilnoprawnych i od należności budżetowych,
4. zapłacone i zarachowane odsetki i dyskonto od wyemitowanych papierów dłużnych oraz od wystawionych weksli własnych,
5. nadwyżka ujemnych różnic kursowych nad dodatnimi z wyceny aktywów finansowych wyrażonych w walutach obcych,
6. koszty z tytułu aktualizacji wyceny inwestycji w aktywa finansowe.